# Lepidocolaptes neglectus
El trepatroncos coronipunteado sureño (Lepidocolaptes neglectus) es una especie —o la subespecie Lepidocolaptes affinis neglectus, dependiendo de la clasificación considerada— de ave paseriforme de la familia Furnariidae, subfamilia Dendrocolaptinae, perteneciente al numeroso género Lepidocolaptes. Es nativa de América Central.

## Distribución y hábitat
Se distribuye por las montañas de Costa Rica y oeste de Panamá (tierras altas de Chiriquí).
Su hábitat natural son las selvas tropicales y subtropicales montanas preferentemente húmedas, pero también secas, entre los 1200 y 3100 m de altitud.

## Sistemática

### Descripción original
La especie L. neglectus fue descrita por primera vez por el ornitólogo estadounidense Robert Ridgway en 1909 bajo el nombre científico Picolaptes affinis neglectus; la localidad tipo es «Coliblanco, Costa Rica».

### Etimología
El nombre genérico masculino «Lepidocolaptes» se compone de las palabras del griego «λεπις lepis, λεπιδος lepidos»: escama, floco, y «κολαπτης kolaptēs»: picador; significando «picador con escamas»; y el nombre de la especie «neglectus», del latín: ignorado, negligenciado.

### Taxonomía
Con base en datos genéticos, aparentemente está hermanada, junto a Lepidocolaptes affinis, con Lepidocolaptes lacrymiger y L. leucogaster; se los separa con base en diferencias de plumaje y vocalización, a pesar de que las características vocales tienen que ser analizadas más en detalle.
La presente especie es tratada como conespecífica con el trepatroncos coronipunteado norteño (Lepidocolaptes affinis),  pero algunas clasificaciones, como Aves del Mundo (HBW) y Birdlife International (BLI), la consideran como una especie separada, con base en diferencias morfológicas y completamente diferente vocalización. Sin embargo, esto no es todavía reconocido por otras clasificaciones. La posible separación ha sido sugerida también con base en análisis moleculares. Es monotípica.
Las principales diferencias apuntadas por HBW para justificar la separación son: el barbijo y la garganta completamente de color más beige; las estrías de la parte inferior más anchas, más largas y más brillantes, extendiéndose más obviamente hasta el vientre; y el canto, enteramente diferente, una larga nota nasal bien arrastrada, seguida de un trinado rápido de unas 20 a 30 notas, que suben y bajan ligeramente de tono.